# Nadia Petrova
Nadežda Viktorovna Petrova, detta Nadja (in russo Надежда Викторовна Петрова?; Mosca, 8 giugno 1982), è un'ex tennista russa, professionista dal 1999 al 2017.

## Carriera tennistica

### 2006

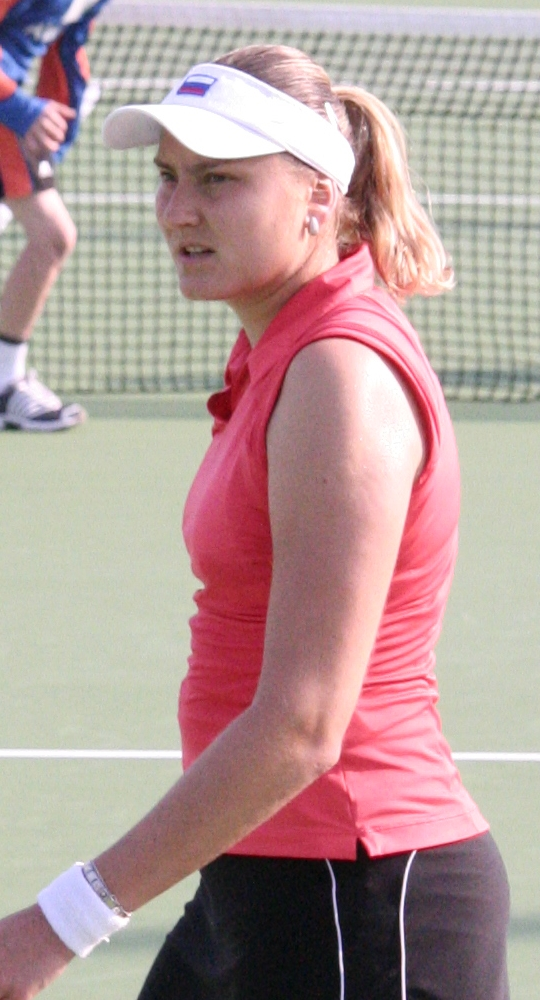
Nadia Petrova all'Australian Open 2007

La Petrova ha vinto il suo primo titolo di singolare nell'ottobre 2005 a Linz e il secondo a Doha nel 2006. Il 17 aprile, 2006, la Petrova entrò nella top 5 della classifica WTA per la prima volta, dopo aver vinto il primo torneo Tier I a Charleston. Il 15 maggio raggiunse il miglior piazzamento della sua carriera issandosi al numero 3 della classifica, in seguito alla vittoria nel torneo di Berlino.
Nadja ha conquistato anche 11 titoli di doppio, incluso il WTA Tour Championships nel 2004.
Il 30 maggio 2006 la Petrova fu sconfitta sorprendentemente nel primo turno del Roland Garros da Akiko Morigami 6-2, 6-2, probabilmente in seguito ai postumi di un infortunio alla caviglia, accorsole durante gli allenamenti svolti in prossimità di questo torneo. Sempre a causa di quest'infortunio decise di non partecipare al torneo di Wimbledon, tuttavia stentò a ritrovare la condizione, tanto che nei tornei sul cemento americano incassò tre sconfitte senza ottenere una vittoria e allo US Open fu eliminata al terzo turno da Tatiana Golovin. Ma al torneo Tier II di Stoccarda, Nadja batte Svetlana Kuznecova in semifinale (6-2, 1-6, 6-4) e si prende una rivincita sulla Golovin (6-3, 7–6(4)) in finale.
Grazie a questo successo la Petrova torna al numero 5 della classifica WTA e sembra aver recuperato la forma migliore per il WTA Tour Championships. La settimana successiva, Nadja conferma il buon periodo di forma, raggiungendo le semifinali al torneo di Mosca, infortunandosi nel match vinto contro Nicole Vaidišová. Arrivata in finale contro l'ennesima russa emergente, Anna Čakvetadze, pur stringendo i denti, la Petrova deve arrendersi per 6-4 6-4. Nadja si presenta in seguito al torneo di Linz, in qualità di campionessa uscente, raggiungendo la finale dopo aver battuto nettamente la Vaidišová in semifinale, ma nulla può contro una Šarapova in splendida forma, alla quale resiste strenuamente solo per un set (7-5, 6-2).
Al Master di fine anno Nadja finisce nel girone più difficile e si complica la vita perdendo il match d'esordio contro una Hingis che ricorre a tutta la sua perizia tecnica per aggiudicarsi il match in tre set (6-4, 3-6, 6-3). Nadja, tuttavia, alimenta le speranze di raggiungere la semifinale dopo aver nettamente battuto nel secondo match la Mauresmo, 6-2, 6-2, ma si deve arrendere a una strepitosa Henin nell'ultimo match, che la vede uscire nettamente vittoriosa (6-4, 6-4), nonostante due set giocati intensamente dalla russa.

### 2007

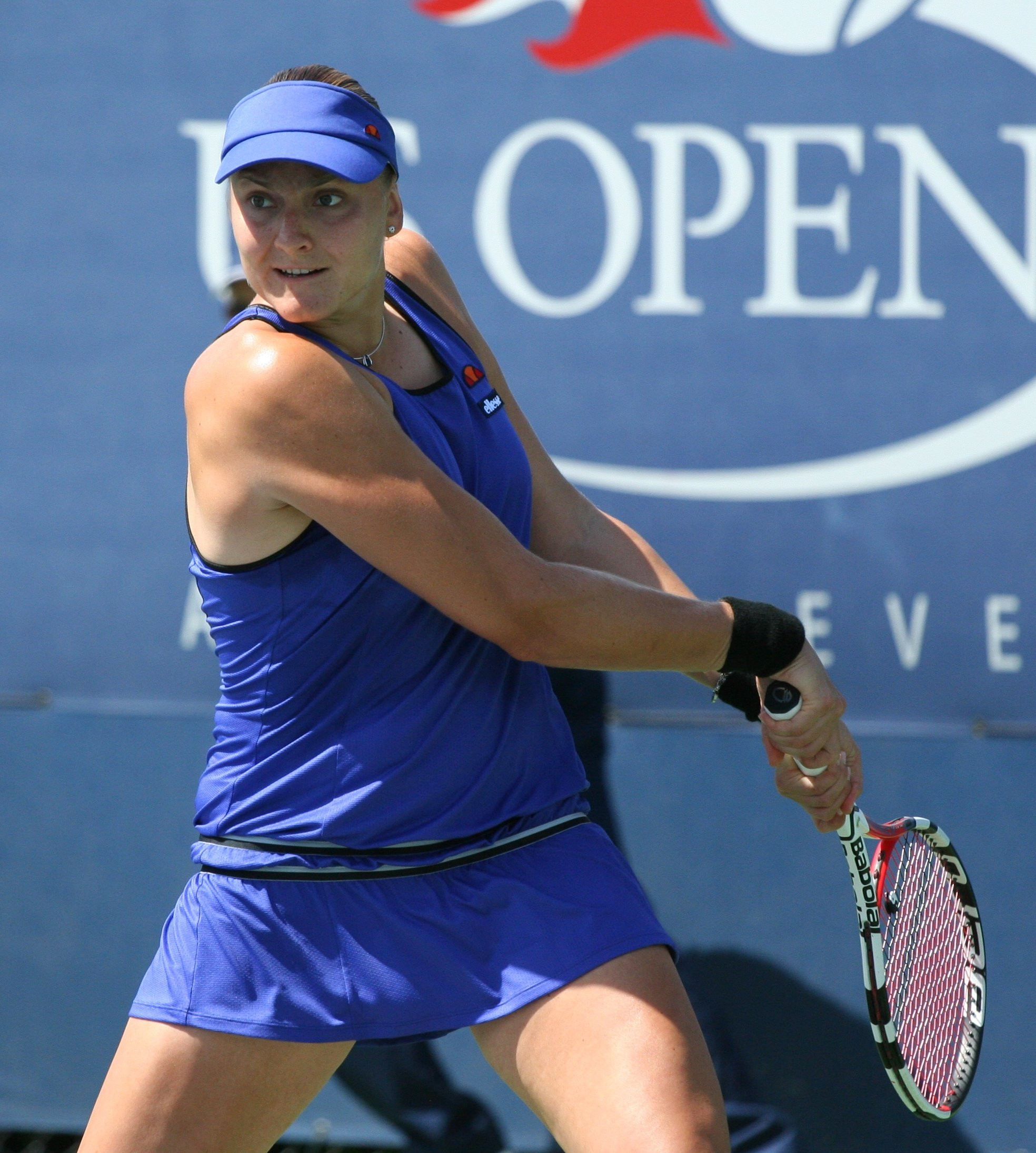
Nadia Petrova agli US Open 2009

Il 2007 non si apre nel migliore dei modi per Nadja che agli Australian Open, superati agevolmente i primi 2 turni, al terzo incontra la rientrante Serena Williams che occupa la posizione n.81 del ranking. La russa si aggiudica velocemente ed evidenziando una netta superiorità, anzitutto atletica, il primo set con un secco 6-1, infilando 5 game consecutivi. Il secondo si apre con una Serena più determinata ed efficace, ma la russa una volta riportatasi sul 3-3 sembra tornare ai livelli del I set e non lasciare più scampo all'americana portandosi a servire per il match sul 5-3. Nadja accusa però un contraccolpo psicologico: paura di vincere, emozione nel battere un'avversaria tanto carica di gloria, la condizionano; mentre Serena intuita la situazione forza di più e sfruttando i doppi falli della russa si salva e si aggiudica 4 game di fila, per chiudere il secondo set 7-5. Nel terzo, nonostante l'americana sia in deficit di mobilità, vede nuovamente una Petrova bloccata psicologicamente soccombere, grazie anche a una Serena in maggiore fiducia che riesce ad infilare colpi rischiosi e a non regalare nulla. Finisce 1-6 7-5 6-3 in favore di Serena un match molto intenso, che conferma i già visti limiti psicologici e di fiducia di Nadja, che più volte crolla di fronte al traguardo.
Nadja si riscatta prontamente al torneo Open Gaz de France a Parigi: dopo aver battuto facilmente la Safina nei quarti, la russa elimina la Mauresmo in semifinale in tre set molto combattuti, ma nel terzo, la francese consegna letteralmente la partita all'avversaria quando è in vantaggio 4-1, sprecando anche un match point e consentendo alla russa di aggiudicarsi l'incontro 5-7 6-4 7-6. In finale incontra la sorprendente ceca Lucie Šafářová, in eccellente stato di forma dopo il suo rientro: il primo set è appannaggio della ceca, poi complice anche stanchezza e un po' di emozione, nonché una Petrova più determinata, la russa riesce a regolare con una certa autorevolezza l'avversaria.
Successivamente la Petrova esce ai quarti del torneo di Anversa per mano dell'emergente Anna Čakvetadze che la mette in costante difficoltà grazie a una notevole sapienza tattica. sotto le righe sarà anche il torneo di Indian Wells, in cui la russa esce anzitempo al quarto turno costretta al ritiro contro Tatiana Golovin dopo aver perso il I set. Al Tier I di Miami la russa supera nel quarto turno la connazionale Dinara Safina in 3 set, per affrontare nei quarti la n.1 del ranking WTA, Justine Henin, con la quale dà vita a un match intensissimo che si risolve in favore della belga grazie a due tie break.
Ad Amelia Island la russa supera ai quarti la connazionale Dinara Safina e in semifinale la Bammer, per sfidare in finale la Golovin che disputa una partita perfetta concedendo alla Petrova solamente 3 game. A Varsavia Nadja è battuta sorprendentemente da Mara Santangelo al II turno con un doppio 6-3.
Agli Internazionali d'Italia e al Roland Garros esce prematuramente per mano rispettivamente di Elena Dement'eva e Květa Peschke.
A Los Angeles raggiunge la finale dove viene battuta da Ana Ivanović 7-5, 6-4.

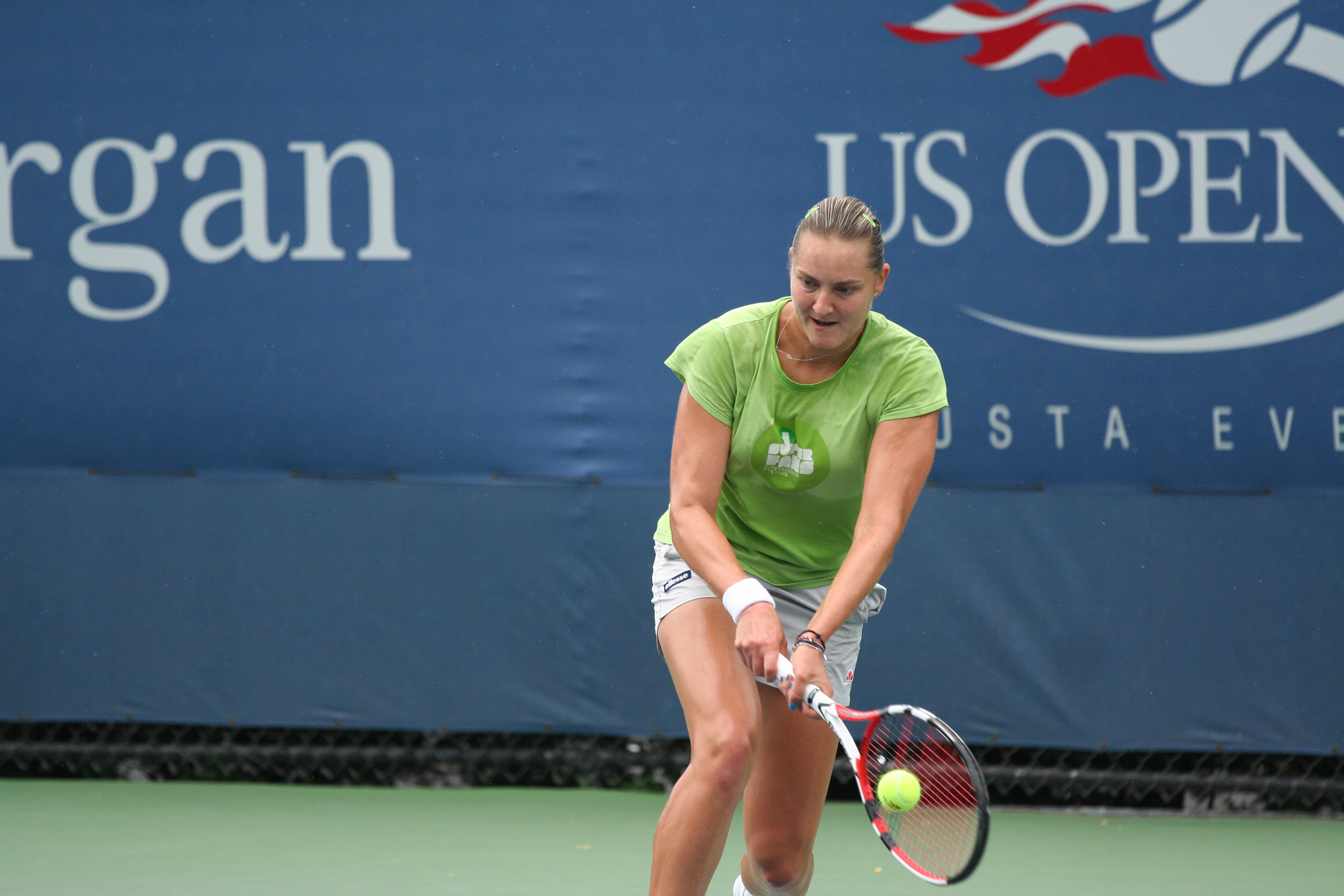
Nadja Petrova agli US Open 2010

### 2008
La stagione si apre con il raggiungimento del quarto turno agli Australian Open dove viene sconfitta da Agnieszka Radwańska 1-6, 7-5, 6-0 e nei mesi successivi alcuni problemi fisici condizionano il suo rendimento costringendola anche al ritiro in due occasioni. Al Roland Garros esce al terzo turno per mano di Svetlana Kuznecova.
Ad Eastbourne dopo aver battuto Peer, Na Li, Makarova e Stosur raggiunge la finale dove viene sconfitta di nuovo dalla Radwańska in tre set.
Al Torneo di Wimbledon viene sconfitta ai quarti di finale dalla connazionale Elena Dement'eva per 6-1, 6-7, 6-3.
Torna a vincere un torneo ad agosto quando si impone a Cincinnati battendo in finale la francese Nathalie Dechy per 6-2, 6-1.
Agli US Open viene sconfitta al terzo turno da Flavia Pennetta. Successivamente raggiunge la finale a Stoccarda dove viene battuta da Jelena Janković per 6-3, 6-4.
Vince il secondo torneo dell'anno a Québec dopo aver sconfitto in finale la statunitense Bethanie Mattek-Sands per 4-6, 6-4, 6-1.

### 2009
Il 2009 è un anno avaro di soddisfazioni per la russa.
Agli Australian Open viene eliminata al quarto turno da Vera Zvonarëva, al Roland Garros viene sconfitta al secondo turno da Marija Šarapova, al Torneo di Wimbledon 2009 viene eliminata al quarto turno dalla bielorussa Viktoryja Azaranka e agli US Open viene battuta sempre al quarto turno dall'americana Melanie Oudin.
Il miglior risultato stagionale è la semifinale raggiunta a Pechino dove viene battuta dalla futura vincitrice Svetlana Kuznecova in due set.

### Ritiro
Il 2 gennaio 2017, dopo anni di inattività, il suo nome compare ufficialmente nell'elenco delle giocatrici ritirate dell'ITF. L'11 gennaio anche la WTA conferma il ritiro.

## Statistiche

### Singolare

#### Vittorie (13)
| Legenda: Prima del 2009     | Legenda: Dal 2009     |
| --------------------------- | --------------------- |
| Grande Slam (0)             |                       |
| Ori Olimpici (0)            |                       |
| WTA Finals (0)              |                       |
| Tournament of Champions (1) |                       |
| Tier I (2)                  | Premier Mandatory (0) |
| Tier II (5)                 | Premier 5 (1)         |
| Tier III (2)                | Premier (0)           |
| Tier IV (0)                 | International (3)     |

| N.  | Data              | Torneo                                 | Superficie    | Avversario in finale  | Punteggio     |
| 1.  | 30 ottobre 2005   | Generali Ladies Linz, Linz             | Cemento (i)   | Patty Schnyder        | 4–6, 6–3, 6–1 |
| 2.  | 4 marzo 2006      | Qatar Total Open, Doha                 | Cemento       | Amélie Mauresmo       | 6–3, 7–5      |
| 3.  | 9 aprile 2006     | MPS Group Championships, Amelia Island | Terra verde   | Francesca Schiavone   | 6–4, 6–4      |
| 4.  | 16 aprile 2006    | Family Circle Cup, Charleston          | Terra verde   | Patty Schnyder        | 6–3, 4–6, 6–1 |
| 5.  | 14 maggio 2006    | Qatar Telecom German Open, Berlino     | Terra rossa   | Justine Henin         | 4–6, 6–4, 7–5 |
| 6.  | 8 ottobre 2006    | Porsche Tennis Grand Prix, Stoccarda   | Cemento (i)   | Tatiana Golovin       | 6–3, 7–6      |
| 7.  | 5 febbraio 2007   | Open Gaz de France, Parigi             | Sintetico (i) | Lucie Šafářová        | 4–6, 6–1, 6–4 |
| 8.  | 17 agosto 2008    | Western & Southern Open, Cincinnati    | Cemento       | Nathalie Dechy        | 6–2, 6–1      |
| 9.  | 2 novembre 2008   | Bell Challenge, Quebec                 | Sintetico (i) | Bethanie Mattek-Sands | 4–6, 6–4, 6–1 |
| 10. | 31 luglio 2011    | Citi Open, Washington                  | Cemento       | Shahar Peer           | 7–5, 6–2      |
| 11. | 23 giugno 2012    | UNICEF Open, 's-Hertogenbosch          | Erba          | Urszula Radwańska     | 6-4, 6-3      |
| 12. | 29 settembre 2012 | Toray Pan Pacific Open, Tokyo          | Cemento       | Agnieszka Radwańska   | 6-0, 1-6, 6-3 |
| 13. | 4 novembre 2012   | Tournament of Champions, Sofia         | Cemento (i)   | Caroline Wozniacki    | 6-2, 6-1      |

#### Sconfitte (11)
| Legenda: Prima del 2009     | Legenda: Dal 2009     |
| --------------------------- | --------------------- |
| Grande Slam (0)             |                       |
| Argenti Olimpici (0)        |                       |
| WTA Finals (0)              |                       |
| Tournament of Champions (0) |                       |
| Tier I (2)                  | Premier Mandatory (0) |
| Tier II (6)                 | Premier 5 (0)         |
| Tier III (2)                | Premier (1)           |
| Tier IV (0)                 | International (0)     |

| N.  | Data            | Torneo                                   | Superficie    | Avversario in finale | Punteggio         |
| 1.  | 26 ottobre 2003 | Generali Ladies Linz, Linz               | Cemento (i)   | Ai Sugiyama          | 5-7, 4-6          |
| 2.  | 24 gennaio 2004 | Australian Women's Hardcourt, Gold Coast | Cemento       | Ai Sugiyama          | 6-1, 1-6, 4-6     |
| 3.  | 8 maggio 2005   | Qatar Telecom German Open, Berlino       | Terra rossa   | Justine Henin        | 3-6, 6-4, 3-6     |
| 4.  | 16 ottobre 2005 | PTT Bangkok Open, Bangkok                | Cemento       | Nicole Vaidišová     | 1-6, 7-6(5), 5-7  |
| 5.  | 15 ottobre 2006 | Kremlin Cup, Mosca                       | Sintetico (i) | Anna Čakvetadze      | 4-6, 4-6          |
| 6.  | 29 ottobre 2006 | Generali Ladies Linz, Linz (2)           | Cemento (i)   | Marija Šarapova      | 5-7, 2-6          |
| 7.  | 8 aprile 2007   | MPS Group Championships, Amelia Island   | Terra verde   | Tatiana Golovin      | 2-6, 1-6          |
| 8.  | 12 agosto 2007  | East West Bank Classic, Los Angeles      | Cemento       | Ana Ivanović         | 5-7, 4-6          |
| 9.  | 21 giugno 2008  | AEGON International, Eastbourne          | Erba          | Agnieszka Radwańska  | 4-6, 7–6(11), 4-6 |
| 10. | 5 ottobre 2008  | Porsche Tennis Grand Prix, Stoccarda     | Cemento (i)   | Jelena Janković      | 4-6, 3-6          |
| 11. | 12 agosto 2010  | Pilot Pen Tennis, New Haven              | Cemento       | Caroline Wozniacki   | 3-6, 6-3, 3-6     |

### Doppio

#### Vittorie (24)
| Legenda: Prima del 2009 | Legenda: Dal 2009     |
| ----------------------- | --------------------- |
| Grande Slam (0)         |                       |
| Ori Olimpici (0)        |                       |
| WTA Finals (2)          |                       |
| Tier I (7)              | Premier Mandatory (2) |
| Tier II (5)             | Premier 5 (0)         |
| Tier III (2)            | Premier (6)           |
| Tier IV (0)             | International (0)     |

| N.  | Data              | Torneo                                 | Superficie      | Avversario in finale | Punteggio                                |                     |
| 1.  | 18 giugno 2001    | Ordina Open, 's-Hertogenbosch          | Erba            | Ruxandra Dragomir    | Kim Clijsters Miriam Oremans             | 7–6(5), 6(5)-7, 6–4 |
| 2.  | 22 ottobre 2001   | Generali Ladies Linz, Linz             | Cemento (i)     | Jelena Dokić         | Els Callens Chanda Rubin                 | 6–1, 6–4            |
| 3.  | 21 ottobre 2002   | Generali Ladies Linz, Linz (2)         | Cemento (i)     | Jelena Dokić         | Rika Fujiwara Ai Sugiyama                | 6–3, 6–2            |
| 4.  | 29 settembre 2003 | Kremlin Cup, Mosca                     | Sintetico (i)   | Meghann Shaughnessy  | Anastasija Myskina Vera Zvonarëva        | 6–3, 6–4            |
| 5.  | 22 marzo 2004     | Sony Ericsson Open, Miami              | Cemento         | Meghann Shaughnessy  | Svetlana Kuznecova Elena Lichovceva      | 6–2, 6–3            |
| 6.  | 5 aprile 2004     | MPS Gruop Championships, Amelia Island | Terra verde     | Meghann Shaughnessy  | Myriam Casanova Alicia Molik             | 3–6, 6–2, 7–5       |
| 7.  | 3 maggio 2004     | Qatar Telecom German Open, Berlino     | Terra rossa     | Meghann Shaughnessy  | Janette Husárová Conchita Martínez       | 6–2, 2–6, 6–1       |
| 8.  | 10 maggio 2004    | Internazionali d'Italia, Roma          | Terra rossa     | Meghann Shaughnessy  | Paola Suárez Virginia Ruano Pascual      | 2–6, 6–3, 6–3       |
| 9.  | 19 luglio 2004    | East West Bank Classic, Los Angeles    | Cemento         | Meghann Shaughnessy  | Conchita Martínez Virginia Ruano Pascual | 6(2)-7, 6–4, 6–3    |
| 10. | 23 agosto 2004    | Pilot Pen Tennis, New Haven            | Cemento         | Meghann Shaughnessy  | Martina Navrátilová Lisa Raymond         | 6–1, 1–6, 7–6(4)    |
| 11. | 8 novembre 2004   | WTA Championships, Los Angeles         | Cemento (i)     | Meghann Shaughnessy  | Cara Black Rennae Stubbs                 | 7–5, 6–2            |
| 12. | 15 agosto 2006    | Rogers Cup, Montréal                   | Cemento         | Martina Navrátilová  | Cara Black Anna-Lena Grönefeld           | 6–1, 6–2            |
| 13. | 18 agosto 2008    | Western & Southern Open, Cincinnati    | Cemento         | Marija Kirilenko     | Hsieh Su-wei Jaroslava Švedova           | 6–3, 4–6, [10–8]    |
| 14. | 21 settembre 2008 | Toray Pan Pacific Open, Tokyo          | Cemento         | Vania King           | Lisa Raymond Samantha Stosur             | 6–1, 6–4            |
| 15. | 12 ottobre 2008   | Kremlin Cup, Mosca (2)                 | Sintetico (i)   | Katarina Srebotnik   | Cara Black Liezel Huber                  | 6–4, 6–4            |
| 16. | 19 aprile 2009    | Family Circle Cup, Charleston          | Terra verde     | Bethanie Mattek      | Patty Schnyder Līga Dekmeijere           | 6(5)-7, 6–2, [11–9] |
| 17. | 3 maggio 2009     | Porsche Tennis Grand Prix, Stoccarda   | Terra rossa (i) | Bethanie Mattek      | Flavia Pennetta Gisela Dulko             | 5–7, 6–3, [10–7]    |
| 18. | 24 ottobre 2009   | Kremlin Cup, Mosca (3)                 | Sintetico (i)   | Marija Kirilenko     | Marija Kondrat'eva Klára Zakopalová      | 6–2, 6–2            |
| 19. | 18 aprile 2010    | Family Circle Cup, Charleston (2)      | Terra verde     | Liezel Huber         | Vania King Michaëlla Krajicek            | 6–3, 6–4            |
| 20. | 1º aprile 2012    | Sony Ericsson Open, Miami (2)          | Cemento         | Marija Kirilenko     | Sara Errani Roberta Vinci                | 7-6(0), 4-6, [10-4] |
|     | 5 agosto 2012     | Bronzo ai Giochi Olimpici, Londra      | Erba            | Marija Kirilenko     | Liezel Huber Lisa Raymond                | 4-6, 6-4, 6-1       |
| 21. | 28 ottobre 2012   | WTA Championships, Istanbul (2)        | Cemento (i)     | Marija Kirilenko     | Andrea Hlaváčková Lucie Hradecká         | 6–1, 6–4            |
| 22. | 11 gennaio 2013   | Apia International Sydney, Sydney      | Cemento         | Katarina Srebotnik   | Sara Errani Roberta Vinci                | 6-3, 6-4            |
| 23. | 31 marzo 2013     | Sony Ericsson Open, Miami (3)          | Cemento         | Katarina Srebotnik   | Lisa Raymond Laura Robson                | 6-1, 7-6(2)         |
| 24. | 22 giugno 2013    | AEGON International, Eastbourne        | Erba            | Katarina Srebotnik   | Monica Niculescu Klára Zakopalová        | 6-3, 6-3            |

#### Sconfitte (24)
| Legenda: Prima del 2009 | Legenda: Dal 2009     |
| ----------------------- | --------------------- |
| Grande Slam (2)         |                       |
| Argenti Olimpici (0)    |                       |
| WTA Finals (0)          |                       |
| Tier I (4)              | Premier Mandatory (4) |
| Tier II (3)             | Premier 5 (2)         |
| Tier III (3)            | Premier (5)           |
| Tier IV (0)             | International (1)     |

| N.  | Data              | Torneo                                 | Superficie    | Compagna            | Avversarie in finale                      | Punteggio              |
| 1.  | 6 maggio 2001     | Croatian Bol Ladies Open, Bol          | Terra rossa   | Tina Pisnik         | Conchita Martínez Anabel Medina Garrigues | 5-7, 4-6               |
| 2.  | 20 agosto 2001    | Pilot Pen Tennis, New Haven            | Cemento       | Jelena Dokić        | Cara Black Elena Lichovceva               | 0-6, 6-3, 2-6          |
| 3.  | 30 settembre 2002 | Kremlin Cup, Mosca                     | Sintetico (i) | Jelena Dokić        | Elena Dement'eva Janette Husárová         | 6-2, 3-6, 6(7)-7       |
| 4.  | 14 ottobre 2002   | Open di Zurigo, Zurigo                 | Sintetico (i) | Jelena Dokić        | Elena Bovina Justine Henin                | 2-6, 6(2)-7            |
| 5.  | 21 giugno 2003    | Ordina Open, 's-Hertogenbosch          | Erba          | Mary Pierce         | Elena Dement'eva Lina Krasnoruckaja       | 6-2, 3-6, 4-6          |
| 6.  | 22 settembre 2003 | Sparkassen Cup, Lipsia                 | Sintetico (i) | Elena Lichovceva    | Martina Navrátilová Svetlana Kuznecova    | 6-3, 1-6, 3-6          |
| 7.  | 12 maggio 2003    | Internazionali d'Italia, Roma          | Terra rossa   | Jelena Dokić        | Svetlana Kuznecova Martina Navrátilová    | 4-6, 7-5, 2-6          |
| 8.  | 19 marzo 2005     | BNP Paribas Open, Indian Wells         | Cemento       | Meghann Shaughnessy | Virginia Ruano Pascual Paola Suárez       | 6(3)-7, 1-6            |
| 9.  | 25 febbraio 2006  | Dubai Tennis Championships, Dubai      | Cemento       | Svetlana Kuznecova  | Květa Peschke Francesca Schiavone         | 6-3, 6(1)-7, 3-6       |
| 10. | 14 settembre 2008 | Commonwealth Bank Tennis Classic, Bali | Cemento (i)   | Marta Domachowska   | Hsieh Su-wei Peng Shuai                   | 7-6(4), 6(3)-7, [7-10] |
| 11. | 16 gennaio 2010   | Apia International Sydney, Sydney      | Cemento       | Tathiana Garbin     | Cara Black Liezel Huber                   | 1-6, 6-3, [3-10]       |
| 12. | 20 marzo 2010     | BNP Paribas Open, Indian Wells (2)     | Cemento       | Samantha Stosur     | Květa Peschke Katarina Srebotnik          | 6-4, 2-6, [5-10]       |
| 13. | 4 aprile 2010     | Sony Ericsson Open, Miami              | Cemento       | Samantha Stosur     | Gisela Dulko Flavia Pennetta              | 3-6, 6-4, [7-10]       |
| 14. | 13 settembre 2010 | US Open, New York                      | Cemento       | Liezel Huber        | Jaroslava Švedova Vania King              | 6-2, 4-6, 6(4)-7       |
| 15. | 26 febbraio 2011  | Qatar Ladies Open, Doha                | Cemento       | Liezel Huber        | Květa Peschke Katarina Srebotnik          | 5-7, 7-6(2), [8-10]    |
| 16. | 3 aprile 2011     | Sony Ericsson Open, Miami (2)          | Cemento       | Liezel Huber        | Daniela Hantuchová Agnieszka Radwańska    | 6(5)-7, 6-2, [8-10]    |
| 17. | 8 giugno 2012     | Roland Garros, Parigi                  | Terra rossa   | Marija Kirilenko    | Roberta Vinci Sara Errani                 | 6-4, 4-6, 2-6          |
| 18. | 23 giugno 2012    | UNICEF Open, 's-Hertogenbosch (2)      | Erba          | Marija Kirilenko    | Sara Errani Roberta Vinci                 | 4–6, 6–3, [9–11]       |
| 19. | 23 luglio 2012    | San Diego Open, San Diego              | Cemento       | Vania King          | Raquel Kops-Jones Abigail Spears          | 2–6, 4–6               |
| 20. | 12 agosto 2012    | Rogers Cup, Montréal                   | Cemento       | Katarina Srebotnik  | Kristina Mladenovic Klaudia Jans-Ignacik  | 5-7, 6-2, [7-10]       |
| 21. | 21 ottobre 2012   | Kremlin Cup, Mosca (2)                 | Cemento (i)   | Marija Kirilenko    | Ekaterina Makarova Elena Vesnina          | 3-6, 6-1, [8-10]       |
| 22. | 17 febbraio 2013  | Qatar Ladies Open, Doha (2)            | Cemento       | Katarina Srebotnik  | Roberta Vinci Sara Errani                 | 6-2, 3-6, [6-10]       |
| 23. | 24 febbraio 2013  | Dubai Tennis Championships, Dubai (2)  | Cemento       | Katarina Srebotnik  | Bethanie Mattek-Sands Sania Mirza         | 4-6, 6-2, [7-10]       |
| 24. | 16 marzo 2013     | BNP Paribas Open, Indian Wells (3)     | Cemento       | Katarina Srebotnik  | Elena Vesnina Ekaterina Makarova          | 0-6, 7-5, [6-10]       |

## Risultati in progressione
| Sigla | Risultato               |
| ----- | ----------------------- |
| V     | Vincitore               |
| F     | Finalista               |
| SF    | Semifinalista           |
| O     | Oro olimpico            |
| A     | Argento olimpico        |
| SF    | Bronzo olimpico         |
| QF    | Quarti di Finale        |
| 4T    | Quarto turno            |
| 3T    | Terzo turno             |
| 2T    | Secondo turno           |
| 1T    | Primo turno             |
| RR    | Round Robin             |
| LQ    | Turno di qualificazione |
| A     | Assente                 |
| ND    | Non disputato           |

| Legenda superfici    |
| -------------------- |
| Cemento              |
| Terra battuta        |
| Erba                 |
| Superficie variabile |

### Singolare
| Torneo                    | 1998          | 1999          | 2000          | 2001          | 2002          | 2003          | 2004          | 2005          | 2006          | 2007          | 2008          | 2009          | 2010          | 2011          | 2012          | 2013          | 2014          | Titoli  | V–S     |
| ------------------------- | ------------- | ------------- | ------------- | ------------- | ------------- | ------------- | ------------- | ------------- | ------------- | ------------- | ------------- | ------------- | ------------- | ------------- | ------------- | ------------- | ------------- | ------- | ------- |
| Tornei del Grande Slam    |               |               |               |               |               |               |               |               |               |               |               |               |               |               |               |               |               |         |         |
| Australian Open           | A             | 1T            | 3T            | 2T            | A             | 3T            | 1T            | 4T            | QF            | 3T            | 4T            | 4T            | QF            | 3T            | 2T            | 1T            | A             | 0 / 14  | 27–14   |
| Open di Francia           | A             | Q1            | 1T            | 4T            | A             | SF            | 3T            | SF            | 1T            | 1T            | 3T            | 2T            | QF            | 1T            | 3T            | 1T            | A             | 0 / 13  | 24–13   |
| Wimbledon                 | A             | 2T            | 2T            | 4T            | A             | 3T            | 4T            | QF            | A             | 4T            | QF            | 4T            | 3T            | 4T            | 3T            | 1T            | A             | 0 / 13  | 31–13   |
| US Open                   | Q3            | Q2            | 2T            | 2T            | 1T            | 4T            | QF            | QF            | 3T            | 3T            | 3T            | 4T            | 1T            | 3T            | 4T            | 1T            | A             | 0 / 14  | 27–14   |
| Vittorie-Sconfitte        | 0–0           | 1–2           | 4–4           | 8–4           | 0–1           | 12–4          | 9–4           | 16–4          | 6–3           | 7–4           | 11–4          | 10–4          | 10–4          | 7–4           | 8–4           | 0–4           |               | 0 / 54  | 109–54  |
| Giochi Olimpici           |               |               |               |               |               |               |               |               |               |               |               |               |               |               |               |               |               |         |         |
| Giochi olimpici estivi    | Non disputato | Non disputato | A             | Non disputato | Non disputato | Non disputato | 2T            | Non disputato | Non disputato | Non disputato | A             | Non disputato | Non disputato | Non disputato | 3T            | ND            |               | 0 / 2   | 3–2     |
| Torneo di fine annos      |               |               |               |               |               |               |               |               |               |               |               |               |               |               |               |               |               |         |         |
| Tour Championships        | A             | A             | A             | A             | A             | A             | A             | RR            | RR            | A             | RR            | A             | A             | A             | A             | A             |               | 0 / 3   | 2–5     |
| Tourn. of Champions       | Non disputato | Non disputato | Non disputato | Non disputato | Non disputato | Non disputato | Non disputato | Non disputato | Non disputato | Non disputato | Non disputato | A             | A             | 3º            | V             | A             |               | 1 / 2   | 6–1     |
| WTA Premier Mandatory     |               |               |               |               |               |               |               |               |               |               |               |               |               |               |               |               |               |         |         |
| Indian Wells              | A             | A             | A             | 3T            | A             | Q2            | 3T            | 4T            | A             | 4T            | A             | A             | 4T            | 4T            | 4T            | 4T            | 1T            | 0 / 9   | 15–9    |
| Miami                     | A             | Q3            | QF            | 1T            | A             | Q2            | SF            | 2T            | QF            | QF            | 2T            | 3T            | 3T            | 2T            | 2T            | 3T            | 2T            | 0 / 13  | 18–13   |
| Madrid                    | Non disputato | Non disputato | Non disputato | Non disputato | Non disputato | Non disputato | Non disputato | Non disputato | Non disputato | Non disputato | Non disputato | 3T            | QF            | 1T            | 2T            | 2T            | A             | 0 / 5   | 7–5     |
| Pechino                   | Non disputato | Non disputato | Tier IV       | Tier IV       | Tier IV       | Tier II       | Tier II       | Tier II       | Tier II       | Tier II       | Tier II       | SF            | 3T            | 1T            | 2T            | A             |               | 0 / 4   | 6–4     |
| WTA Premier 5             |               |               |               |               |               |               |               |               |               |               |               |               |               |               |               |               |               |         |         |
| Dubai                     | Non disputato | Non disputato | Non disputato | Tier II       | Tier II       | Tier II       | Tier II       | Tier II       | Tier II       | Tier II       | Tier II       | A             | 1T            | A             | Premier       | Premier       | Premier       | 0 / 1   | 0–1     |
| Doha                      | Non disputato | Non disputato | Non disputato | Tier III      | Tier III      | Tier III      | Tier II       | Tier II       | Tier II       | Tier II       | A             | Non disputato | Non disputato | P             | A             | 3T            | 1T            | 0 / 2   | 2–2     |
| Roma                      | A             | Q2            | A             | 3T            | A             | 3T            | 2T            | 3T            | A             | 3T            | 1T            | 3T            | QF            | 1T            | 2T            | 1T            | A             | 0 / 11  | 11–11   |
| Montreal / Toronto        | A             | A             | 2T            | 1T            | A             | 3T            | 2T            | QF            | 2T            | QF            | 3T            | 1T            | 2T            | 2T            | 1T            | A             | A             | 0 / 12  | 11–12   |
| Cincinnati                | Non disputato | Non disputato | Non disputato | Non disputato | Non disputato | Non disputato | Tier III      | Tier III      | Tier III      | Tier III      | Tier III      | 1T            | 1T            | QF            | 1T            | A             | A             | 0 / 4   | 3–4     |
| Tokyo                     | A             | A             | 1T            | A             | A             | 1T            | A             | A             | A             | A             | SF            | 2T            | 1T            | A             | V             | A             |               | 1 / 6   | 10–5    |
| Tier I                    |               |               |               |               |               |               |               |               |               |               |               |               |               |               |               |               |               |         |         |
| Charleston                | A             | Q2            | A             | 1T            | A             | A             | QF            | QF            | V             | A             | A             | Premier       | Premier       | Premier       | Premier       | Premier       | Premier       | 1 / 4   | 9–3     |
| Berlino                   | A             | A             | A             | A             | A             | 2T            | 3T            | F             | V             | QF            | 2T            | Non disputato | Non disputato | Non disputato | Non disputato | Non disputato | Non disputato | 1 / 6   | 14–5    |
| San Diego                 | Tier II       | Tier II       | Tier II       | Tier II       | Tier II       | Tier II       | 1T            | 2T            | 2T            | QF            | Non disputato | Non disputato | Premier       | Premier       | Premier       | Premier       | Premier       | 0 / 4   | 2–4     |
| Mosca                     | 2T            | 2T            | A             | 1T            | QF            | 1T            | 2T            | A             | F             | A             | QF            | Premier       | Premier       | Premier       | Premier       | Premier       | Premier       | 0 / 8   | 11–8    |
| Zurigo                    | A             | Q3            | A             | 2T            | A             | SF            | QF            | 2T            | A             | A             | T II          | Non disputato | Non disputato | Non disputato | Non disputato | Non disputato | Non disputato | 0 / 4   | 7–4     |
| Career statistics         | 1998          | 1999          | 2000          | 2001          | 2002          | 2003          | 2004          | 2005          | 2006          | 2007          | 2008          | 2009          | 2010          | 2011          | 2012          | 2013          | 2014          | No.     | No.     |
| Tornei giocati            | 2             | 5             | 15            | 21            | 5             | 20            | 25            | 25            | 23            | 19            | 26            | 21            | 20            | 22            | 22            | 13            |               |         |         |
| Titoli vinti              | 0             | 0             | 0             | 0             | 0             | 0             | 0             | 1             | 5             | 1             | 2             | 0             | 0             | 1             | 3             | 0             |               | 13      | 13      |
| Finali                    | 0             | 0             | 0             | 0             | 0             | 1             | 1             | 3             | 7             | 3             | 4             | 0             | 1             | 1             | 3             | 0             |               | 24      | 24      |
| Vittorie-sconfitte totali | 2–2           | 3–5           | 12–15         | 20–21         | 7–5           | 36–20         | 40–25         | 56–22         | 48–18         | 36–18         | 47–24         | 30–21         | 32–19         | 25–21         | 39–18         | 9–13          |               | 442–267 | 442–267 |
| Ranking di fine anno      | 142           | 95            | 62            | 39            | 111           | 12            | 12            | 9             | 6             | 14            | 11            | 20            | 15            | 29            | 12            | 102           |               | No. 6   | No. 6   |

## Vittorie contro giocatrici top 10
| Stagione | 2000 | 2001 | 2002 | 2003 | 2004 | 2005 | 2006 | 2007 | 2008 | 2009 | 2010 | 2011 | 2012 | Totale |
| -------- | ---- | ---- | ---- | ---- | ---- | ---- | ---- | ---- | ---- | ---- | ---- | ---- | ---- | ------ |
| Vittorie | 1    | 0    | 1    | 4    | 3    | 3    | 5    | 1    | 2    | 1    | 4    | 0    | 4    | 29     |

| #    | Giocatrice                 | Ranking | Evento                                     | Superficie    | Turno | Punteggio           | Rank. NPR |
| ---- | -------------------------- | ------- | ------------------------------------------ | ------------- | ----- | ------------------- | --------- |
| 2000 |                            |         |                                            |               |       |                     |           |
| 1.   | Julie Halard-Decugis       | 9       | Miami Open, Miami                          | Cemento       | 2T    | 6-2, 6-3            | 75        |
| 2002 |                            |         |                                            |               |       |                     |           |
| 2.   | Martina Hingis             | 10      | Kremlin Cup, Mosca                         | Sintetico (i) | 1T    | 6-2, 6-2            | 145       |
| 2003 |                            |         |                                            |               |       |                     |           |
| 3.   | Jennifer Capriati          | 7       | Open di Francia, Parigi                    | Terra rossa   | 4T    | 6-3, 4-6, 6-3       | 76        |
| 4.   | Daniela Hantuchová         | 9       | San Diego Open, San Diego                  | Cemento       | 3T    | 6-1, 6-3            | 24        |
| 5.   | Elena Dement'eva           | 8       | Zurich Open, Zurigo                        | Cemento (i)   | 2T    | 7-6(3), 6-3         | 14        |
| 6.   | Chanda Rubin               | 10      | Advanta Championships, Filadelfia          | Cemento (i)   | QF    | 7-6(5), 7-5         | 12        |
| 2004 |                            |         |                                            |               |       |                     |           |
| 7.   | Serena Williams (1)        | 7       | Amelia Island Championships, Amelia Island | Terra verde   | QF    | 6-2, 6-3            | 9         |
| 8.   | Justine Henin-Hardenne (1) | 1       | US Open, New York                          | Cemento       | 4T    | 6-3, 6-2            | 14        |
| 9.   | Anastasija Myskina         | 3       | Advanta Championships, Filadelfia          | Cemento (i)   | QF    | 6-3, 4-6, 6-4       | 14        |
| 2005 |                            |         |                                            |               |       |                     |           |
| 10.  | Amélie Mauresmo (1)        | 3       | German Open, Berlino                       | Terra rossa   | QF    | 6-2, 6-3            | 12        |
| 11.  | Patty Schnyder (1)         | 9       | Austria Ladies Linz, Linz                  | Cemento (i)   | F     | 4-6, 6-3, 6-1       | 10        |
| 12.  | Marija Šarapova            | 3       | WTA Tour Championships, Los Angeles        | Cemento (i)   | RR    | 6-1, 6-2            | 10        |
| 2006 |                            |         |                                            |               |       |                     |           |
| 13.  | Amélie Mauresmo (2)        | 2       | Qatar Ladies Open, Doha                    | Cemento       | F     | 6-3, 7-5            | 8         |
| 14.  | Patty Schnyder (2)         | 9       | Charleston Open, Charleston                | Terra verde   | F     | 6-3, 4-6, 6-1       | 7         |
| 15.  | Justine Henin (2)          | 7       | German Open, Berlino                       | Terra rossa   | F     | 4-6, 6-4, 7-5       | 4         |
| 16.  | Svetlana Kuznecova (1)     | 4       | Stuttgart Open, Stoccarda                  | Cemento (i)   | SF    | 6-2, 1-6, 6-4       | 7         |
| 17.  | Amélie Mauresmo (3)        | 1       | WTA Tour Championships, Madrid             | Cemento       | RR    | 6-2, 6-2            | 5         |
| 2007 |                            |         |                                            |               |       |                     |           |
| 18.  | Amélie Mauresmo (4)        | 3       | Open Gaz de France, Parigi                 | Cemento (i)   | SF    | 5-7, 6-4, 7-6(7)    | 7         |
| 2008 |                            |         |                                            |               |       |                     |           |
| 19.  | Ana Ivanović               | 3       | Pan Pacific Open, Tokyo                    | Cemento       | 2T    | 6-1, 1-6, 6-2       | 20        |
| 20.  | Agnieszka Radwańska (1)    | 10      | Pan Pacific Open, Tokyo                    | Cemento       | QF    | 6-3, 6-0            | 20        |
| 2009 |                            |         |                                            |               |       |                     |           |
| 21.  | Serena Williams (2)        | 2       | China Open, Pechino                        | Cemento       | 3T    | 6-4, 3-6, 7-6(5)    | 17        |
| 2010 |                            |         |                                            |               |       |                     |           |
| 22.  | Svetlana Kuznecova (2)     | 3       | Australian Open, Melbourne                 | Cemento       | 4T    | 6-3, 3-6, 6-1       | 19        |
| 23.  | Serena Williams (3)        | 1       | Madrid Open, Madrid                        | Terra rossa   | 3T    | 4-6, 6-2, 6-3       | 18        |
| 24.  | Venus Williams             | 2       | Open di Francia, Parigi                    | Terra rossa   | 4T    | 6-4, 6-3            | 20        |
| 25.  | Samantha Stosur (1)        | 6       | Pilot Pen Tennis, New Haven                | Cemento       | QF    | 6-2, 6-1            | 19        |
| 2012 |                            |         |                                            |               |       |                     |           |
| 26.  | Samantha Stosur (2)        | 6       | Indian Wells Open, Indian Wells            | Cemento       | 3T    | 6-1, 6(6)-7, 7-6(5) | 33        |
| 27.  | Sara Errani                | 7       | Pan Pacific Open, Tokyo                    | Cemento       | QF    | 3-6, 7-5, 6-3       | 18        |
| 28.  | Samantha Stosur (3)        | 9       | Pan Pacific Open, Tokyo                    | Cemento       | SF    | 6-4, 6-2            | 18        |
| 29.  | Agnieszka Radwańska (2)    | 3       | Pan Pacific Open, Tokyo                    | Cemento       | F     | 6-0, 1-6, 6-3       | 18        |